# Championnat du Togo féminin de football
Le championnat du Togo féminin de football est une compétition togolaise de football féminin.

## Palmarès
| Saison    | Champion            | Vice-champion       |
| --------- | ------------------- | ------------------- |
| 2000      | Amis du Monde       | Vibration           |
| 2015      | Athlèta de Lomé     | Amis du Monde       |
| 2016-2017 | Athlèta de Lomé     | Bella FC            |
| 2018-2019 | Amis du Monde       | Bella FC            |
| 2019-2020 | Compétition annulée | Compétition annulée |
| 2021      | Athlèta de Lomé     | Djabir              |
| 2022      | Amis du Monde       | Athlèta de Lomé     |
| 2023      | Amis du Monde       | ASKO Kara           |
| 2024      | ASKO Kara           | Entente II          |